# Шекспіру і не снилося
Шекспіру і не снилося (рос. Шекспиру и не снилось) — російська кінокомедія 2007 року.

## Сюжет
Троє професійних злодіїв ховаються від переслідування. Вони сподіваються, що їх приймуть за тих акторів, що приїхали на гастролі у провінційний театр. Але нова прима театру втікає з молодим гусаром в табір до циганів і їй терміново доводиться шукати заміну.

## У ролях
| Актор                | Роль                                     |
| -------------------- | ---------------------------------------- |
| Анастасія Заворотнюк | Лізон, злодійка-домушниці                |
| Сергій Жигунов       | Мавродій, злодій-домушник                |
| Наталія Фіссон       | Саврасова Алена Полікарпівна             |
| Тетяна Кравченко     | Пелагея Львівна Жбанова                  |
| Ольга Прокоф'єва     | Серафима, білетерка театру               |
| Ігор Сладкевич       | Пустирнак                                |
| Борис Смолкін        | Алтин, злодій-домушник з золотими зубами |
| Юрій Стоянов         | Гнат Савич, директор театру              |
| Андрій Мокєєв        | кучер Грижа'                             |
| Гарік Харламов       | Єгоза Фофанов, гусар                     |
| Олександр Кабанов    | Сенько-Могила                            |
| Анжеліка Рева        | Улянка                                   |
| Софія Рева           | Фьокла                                   |
| Олександр Рищенков   | Дмитро Семенович, слуга                  |
| Сергій Русскін       | Мокій Петрович                           |
| Микола Кічєв         | Шумський                                 |
| Роман Громадський    | епізод                                   |
| Юріс Лауціньш        | епізод                                   |
| Галі Абайдулов       | піаніст                                  |
| Антон Пуліт          | жандарм                                  |
| Володимир Кутєйніков | сторож Амвросій                          |